# Walter Olivera
Walter Olivera (Montevideo, Uruguay, 16 de agosto de 1952) es un exfutbolista uruguayo. Jugaba de defensa y su carrera como profesional la realizó mayormente en el Club Atlético Peñarol de Uruguay, donde jugó 384 partidos convirtiendo 20 goles.

## Selección nacional
Fue internacional con la Selección de Uruguay en 30 ocasiones, marcando un gol. Disputó la Copa América de 1975 y 1983, siendo campeón en esta última edición. Además disputó la Copa de Oro de Campeones Mundiales de 1980-81, en donde también fue campeón.

### Participaciones enCopa América
| Competición       | Sede          | Resultado | Partidos | Goles |
| ----------------- | ------------- | --------- | -------- | ----- |
| Copa América 1975 | Sin sede fija | Semifinal | 1        | 0     |
| Copa América 1983 | Sin sede fija | Campeón   | 2        | 0     |
| Total             | Total         | Total     | 3        | 0     |

## Clubes
| Club             | País    | Año       |
| ---------------- | ------- | --------- |
| Peñarol          | Uruguay | 1971-1983 |
| Atlético Mineiro | Brasil  | 1984-1985 |

## Palmarés

### Como jugador

#### Torneos regionales
| Título             | Club             | Estado       | Año  |
| ------------------ | ---------------- | ------------ | ---- |
| Campeonato Mineiro | Atlético Mineiro | Minas Gerais | 1983 |

#### Torneos nacionales
| Título              | Club    | País    | Año  |
| ------------------- | ------- | ------- | ---- |
| Campeonato Uruguayo | Peñarol | Uruguay | 1973 |
| Campeonato Uruguayo | Peñarol | Uruguay | 1974 |
| Campeonato Uruguayo | Peñarol | Uruguay | 1975 |
| Campeonato Uruguayo | Peñarol | Uruguay | 1978 |
| Campeonato Uruguayo | Peñarol | Uruguay | 1979 |
| Campeonato Uruguayo | Peñarol | Uruguay | 1981 |
| Campeonato Uruguayo | Peñarol | Uruguay | 1982 |

#### Torneos internacionales
| Título                | Club                 | País              | Año     |
| --------------------- | -------------------- | ----------------- | ------- |
| Mundialito de Oro     | Selección de Uruguay | Montevideo        | 1980-81 |
| Copa Libertadores     | Peñarol              | Santiago          | 1982    |
| Copa Intercontinental | Peñarol              | Tokio             | 1982    |
| Copa América          | Selección de Uruguay | Salvador de Bahía | 1983    |

### Como entrenador

#### Torneos regionales
| Título             | Club                   | País         | Año  |
| ------------------ | ---------------------- | ------------ | ---- |
| Campeonato Mineiro | Clube Atlético Mineiro | Minas Gerais | 1985 |